# Мельхіор Станислав Савицький
Мельхіор Станислав Савицький (*Melchior Stanisław Sawicki, д/н — 4 січня 1668) — державний та військовий діяч Речі Посполитої, вчений, поет.

## Життєпис
Походив з польського шляхетського роду Савицьких гербу Холева. Син Альбрехта Савицького, старости мельницького, та Катаржини Пукшціанки. Про дату народження нічого невідомо. Здобув освіту у Віленській академії, якою опікувалися єзуїти. Тут здобув звання доктор богослов'я.
У 1648 році брав участь в елекційному сеймі від Жмудського князівства. Голосував за Яна Казимира Вазу, якого обрано королем. Був королівським секретарем. У 1652 році отримує послідовно посади ловчого мельницького, старости гродненського, каштеляна берестейського, які обіймав до 1666 року.
У 1655 році як каштелян організував вдалу оборону від московського війська Семена Урусова. У 1656 році разом з Павлом Яном Сапігою був організатором нового польського війська для супроти шведському потопу. 1657 року з залогою у 700 вояків вимушений був обороняти місто від шведського війська на чолі із королем Карлом X Густавом, трансильванського — Юрієм II Ракоці, козацького — Антіном Ждановичем. Облога тривала з 7 до 23 травня. Зрештою Мельхіор Станислав Савицький вимушений був здати Берестя, але на почесних умовах (польські вояки вийшли зі зброєю та розгорнутим прапорами, під марш). 
1662 році призначено комісаром з розслідування збитків, завданих військовими діями у великому князівстві Литовському. У 1666 році призначено воєводою берестейських та сенатором Речі Посполитої. 4 січня 1668 року Савицького було вбито під час засідання семику воєводства.

## Творчість
В його доробку поезії «Cienie żałobne po jasnych promieniach» («Похоронна тінь після світлових променів» — вірші на смерть дружини Януша Кішки, Вільно, 1640 рік), «Żałoba białych lilij Tryzniańskich» («Жалоба з білих лілій Тризни» — вірші на смерть єпископа Марціяна Тризни, Вільно, 1643 рік), «Primitiae honorum B. Josephato Kuncewicz Archiep» (переробка власної промови «Первістки слави»у Віленській академії, вийшло друком у Вільно та Полоцьку, 1643 рік).

## Родина
Дружина — Анна, донька Кшиштофа Пекарського
Діти:
- Антоній, єзуїт
- Карл Пйотр (д/н—1733), єзуїт
- Домінік Казимир
- Кшиштоф Марцін
- Катаржина, дружина Яна Єжи Шуйського, підстолія брацлавського
- Емерціана, черниця-бригідка